# Liste der Monuments historiques in La Chapelle-Moutils
Die Liste der Monuments historiques in La Chapelle-Moutils führt die Monuments historiques in der französischen Gemeinde La Chapelle-Moutils auf.

## Liste der Objekte
Zum Verständnis siehe: Kirchenausstattung
| Bezeichnung               | Beschreibung                              | Standort                                   | Kennzeichnung | Schutzstatus | Datum | Bild |
| ------------------------- | ----------------------------------------- | ------------------------------------------ | ------------- | ------------ | ----- | ---- |
| Buffet in der Sakristei   | Holz, 19. Jahrhundert                     | in der Kirche St-Antoine-St-Sulpice (Lage) | PM77002597    | Inscrit      | 1977  |      |
| Skulptur Madonna mit Kind | Stein, polychrom gefasst, 14. Jahrhundert | in der Kirche St-Antoine-St-Sulpice (Lage) | PM77000317    | Classé       | 1942  |      |